# 児童文学研究者
児童文学研究者（じどうぶんがくけんきゅうしゃ）は、児童文学を学問として研究する者、主として学者を指す。

## 概要
「児童文学者」という呼称は児童向け作品の創作者を指す「児童文学作家」と同義に扱われることが多く、作家と研究者を区別するために特に「児童文学研究者」が用いられる。大学教員や研究所職員として児童文学を専門に研究する者のほか、在野で研究や著述をおこなう者や、海外児童文学作品の翻訳で「訳者あとがき」や訳注を付すなどの作業をおこなう翻訳家まで、児童文学にかかわる広範な対象を含んで使用されている。
児童文学・児童文化の研究者による学術研究団体として日本児童文学学会がある。